# Schwarzkrallen-Bürstenhaarmaus
Die Schwarzkrallen-Bürstenhaarmaus (Lophuromys melanonyx) ist ein Nagetier in der Gattung der Bürstenhaarmäuse, das in Äthiopien vorkommt.

## Merkmale
Mit einer Kopfrumpflänge von 12 bis 18 cm, einer Schwanzlänge von 3 bis 10 cm sowie mit einem Gewicht von 60 bis 142 g ist die Art die größte Bürstenhaarmaus. Sie hat 2,1 bis 2,5 cm lange Hinterfüße und 1,9 bis 2,6 cm lange Ohren. Die borstigen Haare der Oberseite besitzen graue, braune und teilweise cremefarbene Bänder, was ein gesprenkeltes Aussehen erzeugt. Die Unterseite ist hell cremefarben ohne rötliche Schattierungen. Der Schwanz ist bis auf die dunkle Oberkante hell. Seine geringe Länge ist vermutlich eine Anpassung an das kalte Wetter im Hochland. Wie der deutsche Name andeutet stehen die langen schwarzen Krallen im Kontrast zu den hellgrauen Füßen. An den grauen Ohren kommen seitlich markante hell-orange Haarbüschel vor. Weibchen besitzen zwei Paar Zitzen in der Leistengegend.

## Verbreitung
Die Art hat mehrere voneinander getrennt lebende Populationen in Äthiopiens zentralem Hochland. Das Verbreitungsgebiet liegt auf 3100 bis 4300 Meter Höhe. Als Habitat dienen Grasflächen mit Heidekräutern (Erica). Die Schwarzkrallen-Bürstenhaarmaus sucht gelegentlich Galeriewälder sowie afromontane Wälder auf.

## Lebensweise
Dieses Nagetier bildet in seinen unterirdischen Bauen gemischte Kolonien mit Blicks Grasratte (Arvicanthis blicki). Diese sind vorwiegend am Morgen und zur Mittagszeit aktiv. Die Tiere ziehen sich am späten Nachmittag in ihre Verstecke zurück.  Während die Schwarzkrallen-Bürstenhaarmaus zweikeimblättrige Kräuter bevorzugt, frisst Blicks Grasratte hauptsächlich einkeimblättrige Pflanzen, womit eine Konkurrenz vermieden wird.
Weibchen können sich zu allen Jahreszeiten fortpflanzen, obwohl die meisten Nachkommen in der Regenzeit geboren werden. Vermutlich haben die meisten Weibchen zwei Würfe pro Jahr mit etwa zwei Jungtieren pro Wurf. Die Schwarzkrallen-Bürstenhaarmaus ist eine bevorzugte Beute des Äthiopischen Wolfs (Canis simensis) und sie fällt vermutlich tagaktiven Raubvögeln zum Opfer.

## Status
In Gebieten, die nicht zum Bale-Mountains-Nationalpark gehören, ist die Art durch Habitatveränderungen infolge von Übergrasung bedroht. Sie wird von der IUCN als gefährdet (Vulnerable) gelistet.